# Portugal op het Eurovisiesongfestival 1989
Portugal nam deel aan het Eurovisiesongfestival 1989 in Lausanne, Zwitserland. Het was de 26ste deelname van het land op het Eurovisiesongfestival. De selectie verliep via het jaarlijkse Festival da Canção. De RTP was verantwoordelijk voor de Portugese bijdrage voor de editie van 1989.

## Selectieprocedure
Net zoals de voorbije jaren werd ook dit jaar de kandidaat gekozen via het jaarlijkse Festival da Canção.
In totaal deden er 5 liedjes mee aan deze finale en de winnaar werd aangeduid door middel van 22 regionale jury's.
Finale
| Volgorde | Artiest           | Lied                      | Punten | Plaats |
| -------- | ----------------- | ------------------------- | ------ | ------ |
| 1        | Marina Mota       | Partir de mim             | 87     | 2de    |
| 2        | Eccos             | Assim recordo-me de ti    | 59     | 3de    |
| 3        | Lenita Gentil     | Canção de roda e fantasia | 30     | 5de    |
| 4        | José Alberto Reis | Palavras cruzadas         | 54     | 4de    |
| 5        | Da Vinci          | Conquistador              | 121    | 1ste   |

## In Lausanne
In Ierland moest Portugal optreden als 9de na Noorwegen en voor Zweden.
Na de puntentelling bleek dat Portugal 16de was geëindigd met een totaal van 39 punten. 
Nederland en België hadden respectievelijk 0 en 2 punten over voor deze inzending.

### Gekregen punten

#### Finale
| 12 punten | 10 punten | 8 punten | 7 punten           | 6 punten                   |
| --------- | --------- | -------- | ------------------ | -------------------------- |
|           |           | - Spanje | - Luxemburg        | - Griekenland - Oostenrijk |
| 5 punten  | 4 punten  | 3 punten | 2 punten           | 1 punt                     |
|           | - Turkije | - Zweden | - België - Finland | - Noorwegen                |

### Punten gegeven door Portugal

#### Finale
Punten gegeven in de finale:
| 12 punten | Verenigd Koninkrijk |
| 10 punten | Griekenland         |
| 8 punten  | Zweden              |
| 7 punten  | Italië              |
| 6 punten  | Cyprus              |
| 5 punten  | Duitsland           |
| 4 punten  | Joegoslavië         |
| 3 punten  | Zwitserland         |
| 2 punten  | Denemarken          |
| 1 punt    | Finland             |

1964 · 1965 · 1966 · 1967 · 1968 · 1969 · 1970 · 1971 · 1972 · 1973 · 1974 · 1975 · 1976 · 1977 · 1978 · 1979 · 1980 · 1981 · 1982 · 1983 · 1984 · 1985 · 1986 · 1987 · 1988 · 1989 · 1990 · 1991 · 1992 · 1993 · 1994 · 1995 · 1996 · 1997 · 1998 · 1999 · 2000 · 2001 · 2002 · 2003 · 2004 · 2005 · 2006 · 2007 · 2008 · 2009 · 2010 · 2011 · 2012 · 2013 · 2014 · 2015 · 2016 · 2017 · 2018 · 2019 · 2020 · 2021 · 2022 · 2023 · 2024 · 2025